# Спектр поглощения

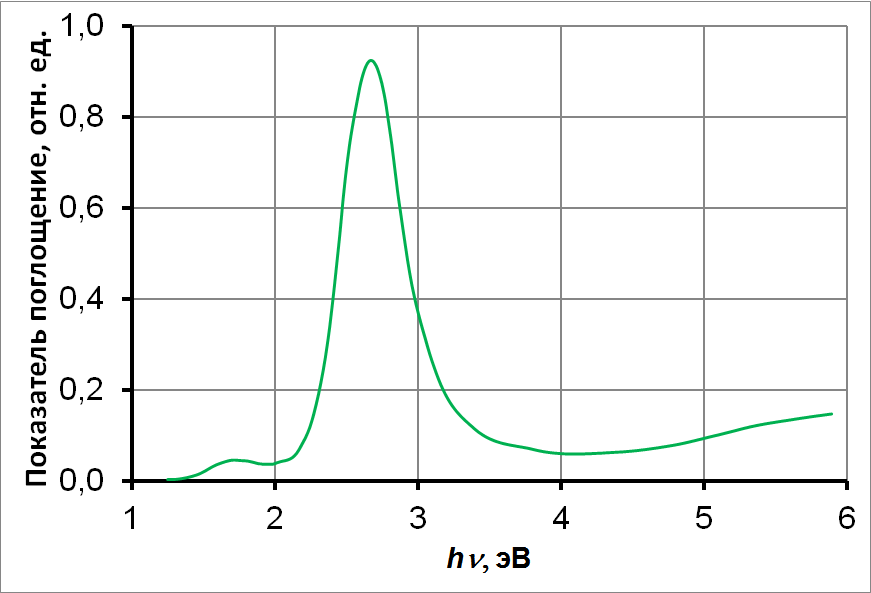
Спектр поглощения F-центров в кристалле NaCl

Спектр поглоще́ния — зависимость показателя поглощения вещества от длины волны (или частоты, волнового числа, энергии кванта и т. п.) излучения. Он определяется энергетическими переходами в веществе. Для различных веществ спектры поглощения различны.
Измерения спектров поглощения могут проводиться как с источником белого света, так и с источниками монохроматического излучения.
Для почти свободных атомов и молекул в разрежённых газах оптический спектр поглощения состоит из отдельных спектральных линий и называется линейчатым. 
Исторически первые наблюдения линейчатых оптических спектров поглощения в спектре Солнца проделал в 1802 году Волластон, но не придал открытию значения, поэтому эти линии были названы «фраунгоферовыми» в честь другого учёного — Фраунгофера, который детально изучил их в 1814—1815 гг.
Разным веществам соответствуют разные спектры поглощения, что позволяет использовать спектроскопические методы для определения состава вещества. Для твёрдых веществ спектры поглощения непрерывны, но встречаются и отдельные линии.

## Полупроводники
С помощью спектров поглощения можно определить по краю оптического поглощения ширину запрещённой зоны полупроводника.
В полупроводниках можно наблюдать следующие типы поглощения света, которые играют наиболее важную роль в исследовании свойств твёрдого тела (его зонной структуры и плотности состояний) и квазичастиц:
- оптические переходы зона-зона;
- оптические переходы зона-примесь;
- оптические переходы между примесями;
- поглощение на свободных носителях (для металлов это тоже верно);
- экситонные линии поглощения;
- поглощение с привлечением фононов и других квазичастиц.